# 陶唐峪乡
陶唐峪乡，是中华人民共和国山西省临汾市霍州市下辖的一个乡镇级行政单位。

## 行政区划
陶唐峪乡下辖以下地区：
闫家庄村、南王村、南杜比村、乔沟村、百亩沟村、琵琶坦村、南李庄村、桃花渠村、南泉村、南庄村、义旺村、沙窝村、孔涧村、刘家庄村、义城村、大沟村、偏墙村、成家庄村、王海坪村、茹村、窖子头村、南辛庄村、南程村、双头坦村、观堆村、成庄村和曲坡村。